# Heliria gemma
Heliria gemma är en insektsart som beskrevs av Ball. Heliria gemma ingår i släktet Heliria och familjen hornstritar. Inga underarter finns listade i Catalogue of Life.